# Marc Emili Lèpid (cònsol any 11)
Marc Emili Lèpid (en llatí Marcus Aemilius Q. F. Lepidus) va ser un magistrat romà, possiblement fill de Lèpid el Jove (Marcus Aemilius Lepidus). Formava part de la gens Emília i era de la família dels Lèpid.
Va ser nomenat cònsol l'any 11 juntament amb Tit Estatili Taure. És probablement el Lèpid que va defensar a Pisó l'any 20 i amb tota seguretat va defensar a la seva germana Emília Lèpida.
L'any 21 va ser nomenat governador d'Àsia i encara que Sext Pompeu va declarar al senat que n'havia de ser privat, ja que era un dropo i a més a més pobre i una vergonya pels seus avantpassats,, el senat al contrari va elogiar la seva pobresa a pesar de la qual havia sabut mantenir una vida digna, el que era més un honor que una desgràcia.